# Geografisk tunga
Geografisk tunga, även benign migrerande glossit eller karttunga, är ett tillstånd som drabbar tungan, då de filiforma papillerna försvinner.
Fynden vid geografisk tunga är att tungan ser rödflammig och oregelbunden ut med röda områden, som ofta avgränsas av en vitaktig rand. Dessa röda "öar" gör att tungan påminner om en kartbild, därav namnet geografisk tunga. 
Geografisk tunga kan förekomma periodvis hos både barn och vuxna. Hos de flesta ger geografisk tunga inga besvär men ibland kan man få sveda och en lätt brinnande känsla på tungan. Man kan ha symtom i längre perioder och tungan kan med tiden bli sprucken och fårad. Geografisk tunga är ofarligt och räknas inte som en sjukdom. Orsaken till förändringen är inte känd. Man tror att tillståndet kan bero på B-vitaminbrist, men det skulle även kunna orsakas av irritation till följd av het eller kryddig mat, eller intag av mycket och surt godis. Alkoholkonsumtion är en tredje möjlig orsak till geografisk tunga. Tillståndet är mindre vanligt bland rökare än icke-rökare. 